# جشن دینی

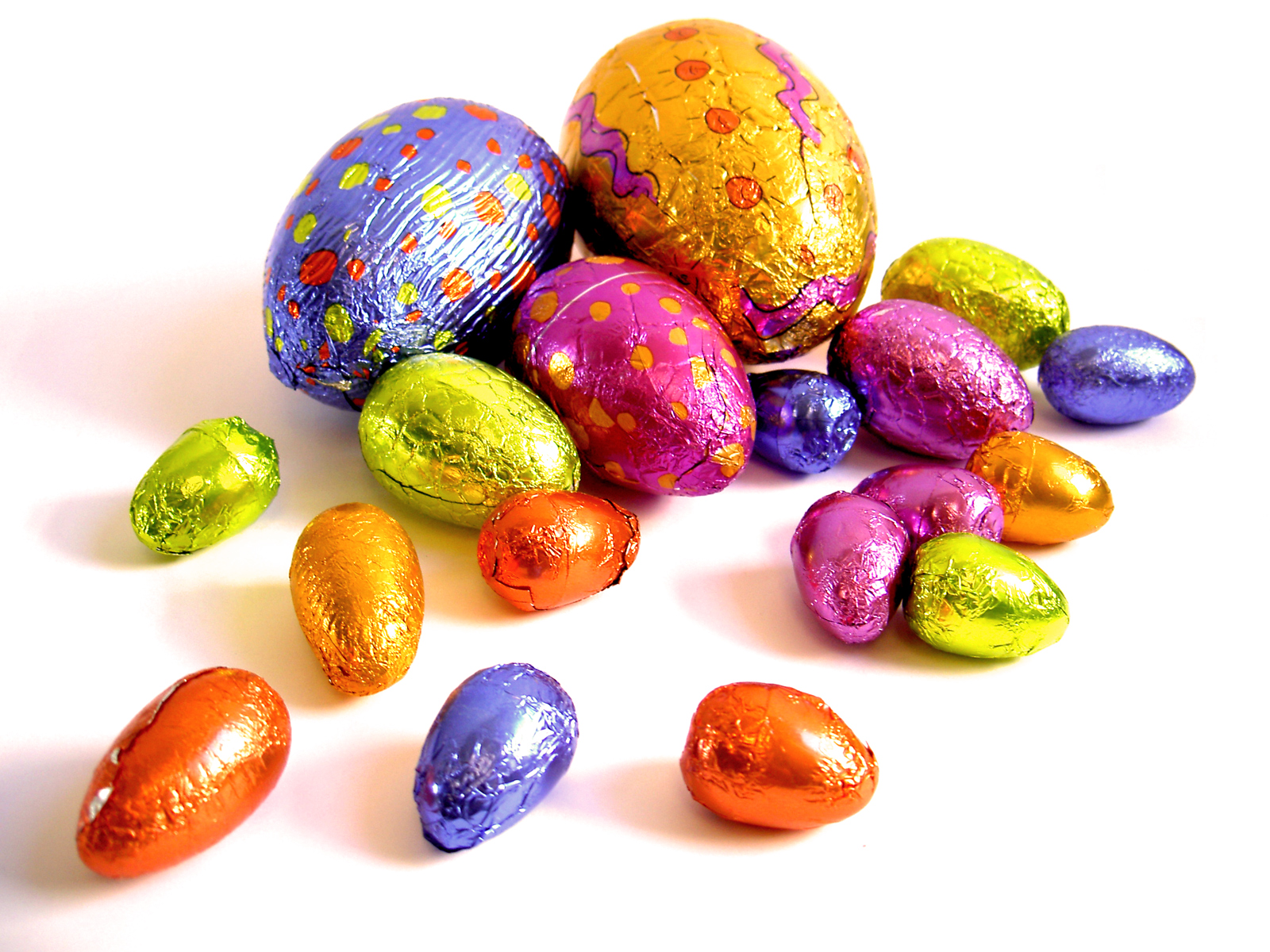
تخم‌مرغ عید پاک

جشن دینی یا جشن مذهبی زمانی است که توسط پیروان آن دین از اهمیت ویژه‌ای برخوردار است. جشن‌های مذهبی معمولاً در دوره‌های تکراری در یک سال تقویمی یا تقویم قمری برگزار می‌شوند. علم آداب و عیدهای دینی به نام هورتولوژی معروف است.
جشن مرکزی مسیحیت عید پاک است که در آن مسیحیان اعتقاد خود به برخاستن عیسی مسیح را در روز سوم پس از بر صلیب شدن از مردگان جشن می‌گیرند. با این حال، حتی برای عید پاک، هیچ توافقی بین سنت‌های مختلف مسیحی دربارهٔ تاریخ یا شیوهٔ برگزاری وجود ندارد، کمتر برای کریسمس، عید پنجاهه یا تعطیلات مختلف دیگر. پروتستان‌ها و کاتولیک‌ها هر دو جشن‌های خاصی را برای بزرگداشت وقایع زندگی مسیح برگزار می‌کنند، و همچنین ارتدکس‌های شرقی اغلب جشنواره‌های حمایتی را جشن می‌گیرند. از این میان، دو مورد از مهم‌ترین آنها کریسمس است که به یاد میلاد عیسی مسیح است و عید پاک که نشانه رستاخیز اوست.
از جمله عیدهای مذهبی مهم اسلامی می‌توان به عید قربان، عید فطر، رمضان و اورس اشاره کرد.

## نگارخانه
- وعدۀ افطار در ماه رمضان
- نمازگزاران عید در باراشالغار
- عید در تاجیکستان